# Бойове завдання
Бойове́ завдання́ або бойови́й нака́з — наказ начальника підпорядкованому з'єднанню, частині, підрозділові або окремому бійцеві, в якому стисло і чітко сформульована мета бойових дій та строк, в який вона повинна бути досягнута.

## Порядок віддання наказу на виконання бойового завдання
Бойове завдання ставиться підлеглому особисто командиром або через його штаб в усній, письмовій чи графічній формі. 
В наступальному бою  бойове завдання військам полягає в розгромі основного угруповання ворога і оволодінні певним рубежем або районом. 
Для послідовності і узгодженості в бойових зусиллях війська за місцем і часом бойове завдання ставиться загальновійськовим з'єднанням, як правило, на добу і поділяється на найближче, наступне і подальше. 
В обороні бойове завдання полягає в удержанні зайнятих позицій, завдаванні ворогові максимальних втрат і створенні сприятливих умов для переходу в наступ.

## Бойовий наказ
Бойовий наказ — це документально оформлене бойове завдання.
Наприклад, в статуті гарнізонної і вартової служби є формулювання: несення вартової служби є виконання бойового завдання. 
При підготовці варти є обов'язковим виконання цілого ряду документів 
- В наказі начальника гарнізону (для гарнізонних варт) чи командира військової частини (для внутрішніх варт) по організації гарнізонної (внутрішньої) вартової служби на навчальний рік (період навчання, а з розгортанням нових варт — перед їх розгортанням) розписується кількість і порядок охорони постів, від яких частин, підрозділів і скільки людей наряжаються у варти, порядок їх підготовки, озброєння, заступання у варту, тощо.
- В комплекті документів начальника варти є інструкції кожній посадовій особі варти (начальнику варти, його помічникові, розвідним по кількості постів, вивідним на гауптвахті, вартовим, водіям транспортних засобів, тощо
- В кожній з цих інструкцій обов'язково розписано дій варти у надзвичайній ситуації: при нападі на чатового, пост, склад зміни, вартове приміщення; на випадок пожежі чи стихійного лиха; на випадок проведення мобілізації (отриманні команди «Збір» у військовій частині),тощо
- При отримані зброї кожну одиницю зброї кожен військовослужбовець отримує під особистий підпис в Книзі видачі зброї та боєприпасів роти
- Витяг про видану зброю у вигляді відомості може бути у начальника варти (якщо це передбачено наказом по гарнізону (військовій частині)
- На кожен пост оформляється табель постів. Табель постів кожен вартовий вчить напам'ять і здає заліки в ході теоретичної підготовки варти. Розвідний має знати напам'ять табелі постів всіх вартових, яких від розводить
- На особовий склад варти оформляється Постова відомість варти, де, окрім поіменного складу варти, роблять записи всі особи, яким доручено перевіряти варту (з указанням часу перевірки і конкретних прізвищ і недоліків, що виявлені в ході перевірки).

Всі постові відомості зберігаються в штабі військової частини (гарнізонні в комендатурі) в поточному році за попередній рік.
При цьому формальним ПОЧАТКОМ виконання бойового завдання несення вартової служби є команда чергового варт (військової частини): «По вартам — кроком РУШ» в кінці розводу варт та гарнізонного (добового) наряду.

## Бойовий наказ в бойовій обстановці
Бойовий наказ оформляється перед боєм, плануванням бойового застосування (застосування за призначенням спеціальних військ), тощо. Якщо терміновість завдання не дозволяє письмово оформити бойовий наказ, командир (начальник) ставить бойове завдання усно, і робить його письмове оформлення негайно, як тільки дозволить бойова обстановка.
Додатковими до бойового наказу можуть бути інші (графічні, табличні бойові документи). Скажімо, Рішення командира на бій (оформляється на топографічній карті чи сколці з карти  з прив'язкою до топографічної обстановки мінімум по трьом точкам.
Прикладом обов'язкового графічного документу можна навести схему-наказ у зв'язківців, яка викреслюється на кожен бойовий пост, групу апаратних, центр, вузол зв'язку, тощо і є обов'язковим до виконання Додатком до Наказу з організації бойового чергування на вузлі зв'язку.

## Бойовий статут про бойовий наказ
Роль бойового наказу при прийнятті рішення відповідним командиром  чітко і однозначно сформульована у Бойовому статуті
```
Бойові завдання підрозділам перед боєм ставляться бойовим наказом (попередніми бойовими розпорядженнями), а в ході бою – бойовим розпорядженням.
В основних питаннях взаємодії командир батальйону (роти) визначає порядок взаємодії штатних, доданих, підтримуючих і взаємодіючих підрозділів під час виконання поставлених завдань по рубежах, напрямках дій і часу.
В основних питаннях управління командир батальйону (роти) уточнює місце і час розгортання командно-спостережного пункту, напрям і порядок його переміщення; визначає порядок управління підрозділами під час підготовки та в ході бою (дій), завдання і порядок роботи органів управління, заходи забезпечення стійкості і безперервності управління. 
Рішення командир батальйону (роти) оформляє на своїй робочій карті.
42. У бойовому наказі командир батальйону (роти) вказує:
у першому пункті – стислі висновки з оцінювання противника;
у другому пункті – об’єкти та цілі, які уражаються засобами старшого командира на напрямку майбутніх дій, завдання сусідів, розмежувальні лінії з ними, порядок застосування повітряних десантів в інтересах батальйону (роти);
у третьому пункті – бойове завдання батальйону (роти) та замисел бою (дій);
у четвертому пункті – після слова “наказую” ставляться бойові завдання: механізованим (танковим) ротам (взводам) першого ешелону, у тому числі доданим; механізованим (танковим) ротам (взводам) другого ешелону або резерву; тактичним групам; бронегрупам і вогневим засідкам; передовому (рейдовому, обхідному) загону, підрозділам на передовій позиції (у бойовій охороні); підрозділам артилерії та ППО, іншим вогневим засобам, у тому числі доданим;  гарматам і танкам, які виділені для стрільби прямою наводкою; іншим підрозділам підсилення і елементам бойового порядку;
у п’ятому пункті – витрату ракет і боєприпасів на виконання бойового завдання;
у шостому пункті – час готовності до виконання завдання; 
у сьомому пункті  –  об’єкти, позначені знаками червоного хреста і півмісяця, цивільної оборони; культурні цінності, устаткування, споруди, що містять небезпеки і знаходяться на напрямку майбутніх дій; визначний старшим начальником порядок супроводження військовополонених до пунктів їх збору;
у восьмому пункті  –  місце і час розгортання командно-спостережного пункту, та порядок його переміщення в ході бою, свого заступника та на кого покладається управління батальйоном на випадок виходу з ладу командно-спостережного пункту.
У попередньому бойовому розпорядженні командир батальйону (роти), як правило, вказує: відомості про противника; об’єкти, які уражаються в інтересах роти (взводу) засобами старшого командира; бойове завдання роті (взводу) зі ступенем деталізації, який відповідає прийнятому рішенню, на час віддання попереднього бойового розпорядження; час готовності й основні заходи щодо підготовки до бою (дій); час і способи доведення завдань та інші дані.
У бойовому розпорядженні командир батальйону (роти) вказує: короткі висновки з оцінювання противника; об’єкти, які уражаються в інтересах роти (взводу) засобами старшого командира; бойове завдання роті (взводу) та час готовності до дій. У разі потреби в бойовому розпорядженні можуть вказуватися завдання сусідів та інші дані.
Усі накази, розпорядження і вказівки командира батальйону записуються начальником штабу в журнал відданих і отриманих розпоряджень.

```

 Джерело: Бойовий статут ЗС України, частина ІІ, статті вказані в приведеній цитаті